# Mario Alberizzi
Mario Alberizzi (né  le 29 décembre 1609 à Salve, dans les Pouilles, et mort le 29 septembre 1680 à Rome) est un cardinal italien de l'Église catholique de la seconde moitié du XVIIe siècle, créé par le pape Clément X.

## Biographie
Mario Alberizzi exerce diverses fonctions au sein de la Curie romaine, notamment comme référendaire au tribunal suprême de la Signature apostolique, comme gouverneur d'Ancône, à la Sacrée congrégation pour la propagation de la foi, la Congrégation des évêques et à la Congrégation de l'Inquisition.
Il est nommé archevêque titulaire de Néocésarée-du-Pont (de) en 1671 et est envoyé comme nonce apostolique en Autriche (en).
Le pape Clément X le crée cardinal lors du consistoire du 27 mai 1675. Le cardinal Alberizzi est transféré au diocèse de Tivoli en 1676. Il participe au conclave de 1676, lors duquel Innocent XI est élu pape.